# Jeffree Star
Jeffree Star, pseudonimo di Jeffrey Lynn Steininger Jr. (Santa Ana, 15 novembre 1985), è un modello, cantante, imprenditore e makeup artist statunitense.
Ha raggiunto la popolarità principalmente tramite il social network Myspace a metà degli anni 2000, in seguito alla quale ha avviato una carriera come cantante, pubblicando un album e tre EP. A partire dal 2014 si dedica invece alla creazione e promozione della sua personale linea di makeup, Jeffree Star Cosmetics.

## Biografia

### Inizi e popolarità su MySpace
Jeffree Star è nato nel 1985 nella contea di Orange, in California.
Suo padre si suicidò quando Jeffree aveva solo 6 anni, e così venne cresciuto dalla madre, che però spesso lo lasciava solo mentre lavorava come modella, anche lontano da casa. Fin da piccolo si divertiva a fare esperimenti con il make-up usando i trucchi della madre, ed andava truccato anche a scuola.
All'età di 15 anni, nei fine settimana, Jeffree frequentava i club di Hollywood usando un documento di identità falso, facendosi notare per il suo abbigliamento femminile, il suo trucco pesante e i capelli tinti in colori fluorescenti. È in questo momento che iniziò la sua carriera di truccatore: svariate celebrità infatti cominciarono a contattarlo per commissionargli lavori di make-up, fra cui Kelly Osbourne, Nicole Richie, Paris Hilton, il frontman degli AFI Davey Havok e Jessicka degli Scarling..
In questo periodo iniziò anche a pubblicare proprie foto scandalose su diversi forum di Internet e, più tardi, su Myspace. Fu in questo modo che Jeffree Star conquistò la fama che lo portò a farsi dedicare la sua prima copertina, il 1º agosto 2006, sul Los Angeles's Frontiers Magazine.
Grazie alle sue foto e ai suoi interventi in vari siti web, Jeffree Star raccolse un notevole numero di fan che cominciarono a seguirlo su Myspace. Alla fine di agosto 2010 il suo profilo contava più di un milione amici e più di 70 milioni di visualizzazioni, attestandosi fin dal novembre 2006, come il profilo più visto.

## Carriera
Jeffree Star cominciò la propria carriera come cantante, grazie all'incontro con la musicista electroclash Peaches, che lo incoraggiò ad avvicinarsi al mondo della musica. Le prime due canzoni, Straight Boys e We Want Cunt, furono realizzate con Samantha Maloney dei Mötley Crüe e con Jessicka degli Scarling. e presentavano una sonorità electro-techno.
Star partecipò alla Gay Pride Parade di Toronto e fu allontanato dall'esibizione del 24 giugno 2007 per aver preso a pugni una ragazza che gli aveva mostrato il dito medio. In seguito a questo incidente, Star pubblicò sul suo blog un intervento nel quale affermava che "nessuno può prendermi in giro", lasciando intendere che non c'era alcun pentimento; tale intervento sul blog fu però rimosso pochi giorni dopo senza nessuna spiegazione.

### Gli EP e ilTrue Colors Tour(2007-2008)

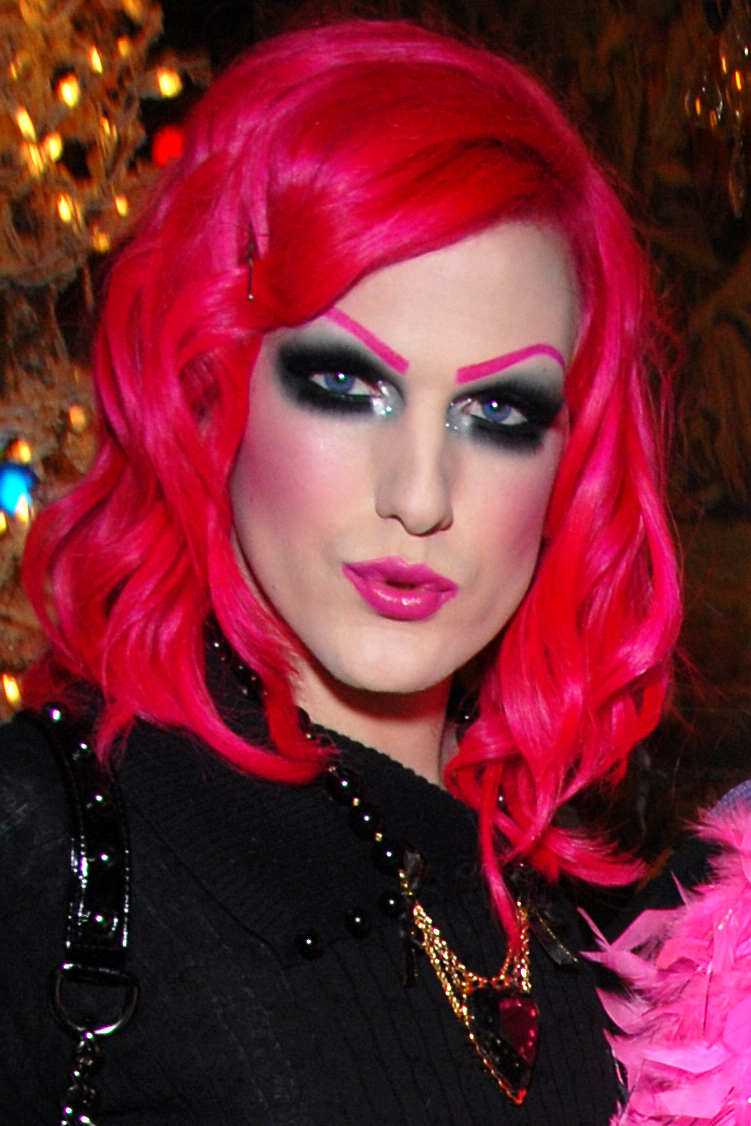
Jeffree Star nel 2007

Il 13 marzo 2007 è stato pubblicato l'EP di debutto di Jeffree Star, Plastic Surgery Slumber Party. In una settimana l'EP è salito in cima alla classifica dance americana di iTunes, superando nomi come Justin Timberlake e Cascada.
Inoltre, il profilo Myspace di Jeffree Star ha registrato ad agosto 2007 oltre 27.500.000 ascolti del disco.
Nell'estate 2007 Jeffree Star fu annunciato come un ospite del True Colors Tour 2007, svoltosi negli Stati Uniti e in Canada in coincidenza con il Pride month (il mese dell'orgoglio gay). Il tour fu sponsorizzato dal canale LGBT Logo Channel e gli incassi erano destinati alla Human Rights Campaign. Nonostante fosse stato annunciato come ospite speciale in molte città della costa occidentale, Star non si presentò. Plastic Surgery Slumber Party è apparsa comunque nella compilation del tour.
Il 18 novembre 2008 viene rilasciato Lollipop Luxury, singolo che anticipa l'uscita del secondo EP del cantante. Il 9 dicembre 2008 viene rilasciato il secondo EP di Jeffree Star, dal titolo Cupcakes Taste Like Violence, che ha raggiunto il 6º posto nella classifica Billboard Top Dance/Electronic Albums ed ha riscosso discreto successo nel mercato inglese e statunitense.

### Il primo album in studioBeauty Killer(2009-2011)

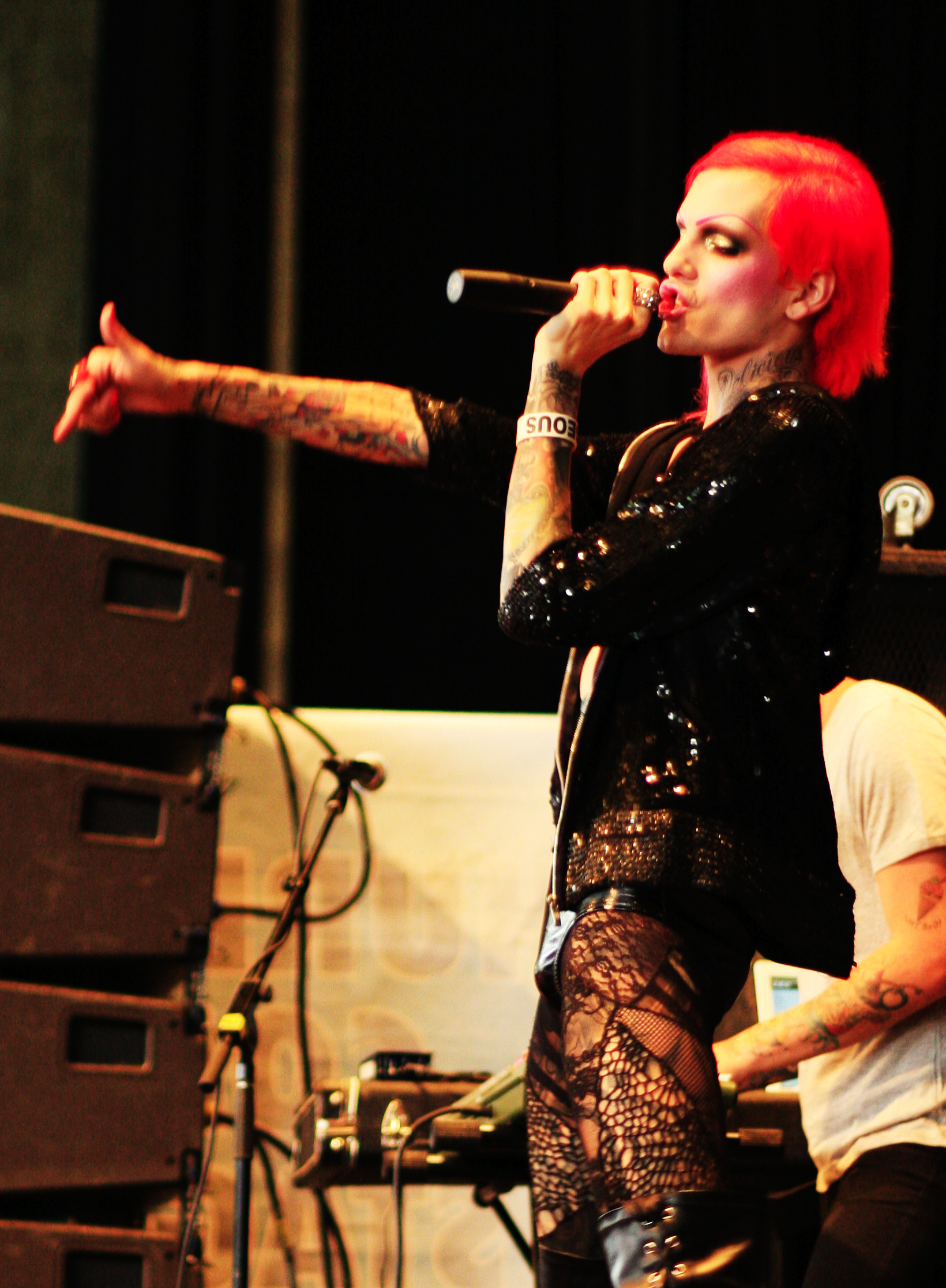
Jeffree Star in concerto nel 2009

Il 22 settembre 2009 viene pubblicato il primo album in studio di Jeffree Star: Beauty Killer. Il primo singolo Prisoner viene diffuso sul web il 2 maggio dello stesso anno. In appena 2 settimane il pezzo riceve 2 milioni di ascolti su Myspace. Il 30 giugno viene pubblicato sul web anche il secondo singolo Love Rhymes with Fuck You. All'uscita, l'album debutta al 122º posto della classifica Billboard 200 Chart e al 7º posto nella classifica dei migliori Dance/Electronic Album. Inizialmente fu pensato di realizzare un video musicale per il singolo Prisoner con regista Robert Hales, ma poi fu deciso di girarlo per il terzo singolo Get Away with Murder. Il video venne pubblicato il 23 gennaio 2010 sul suo profilo Myspace.
Jeffree Star nel 2010 è apparso nel video di Take It Off di Kesha ed ha pubblicato nuove canzoni: Blush il 16 febbraio 2010 e Size of Your Boat il 1º luglio 2010. Il 10 ottobre rilascia gratuitamente sul web il singolo I'm in Love (With a Killer).
Il 16 giugno 2011 viene pubblicata una versione remixata di Lollipop Luxury, cantata insieme a Nicki Minaj.
A settembre 2024, a distanza di quindici anni dall'uscita del disco, viene pubblicato Beauty Killer (15th Anniversary Edition). La nuova versione contiene tre nuovi singoli.

### Il terzo EPMr. Divae la cancellazione del nuovo album (2011-2013)

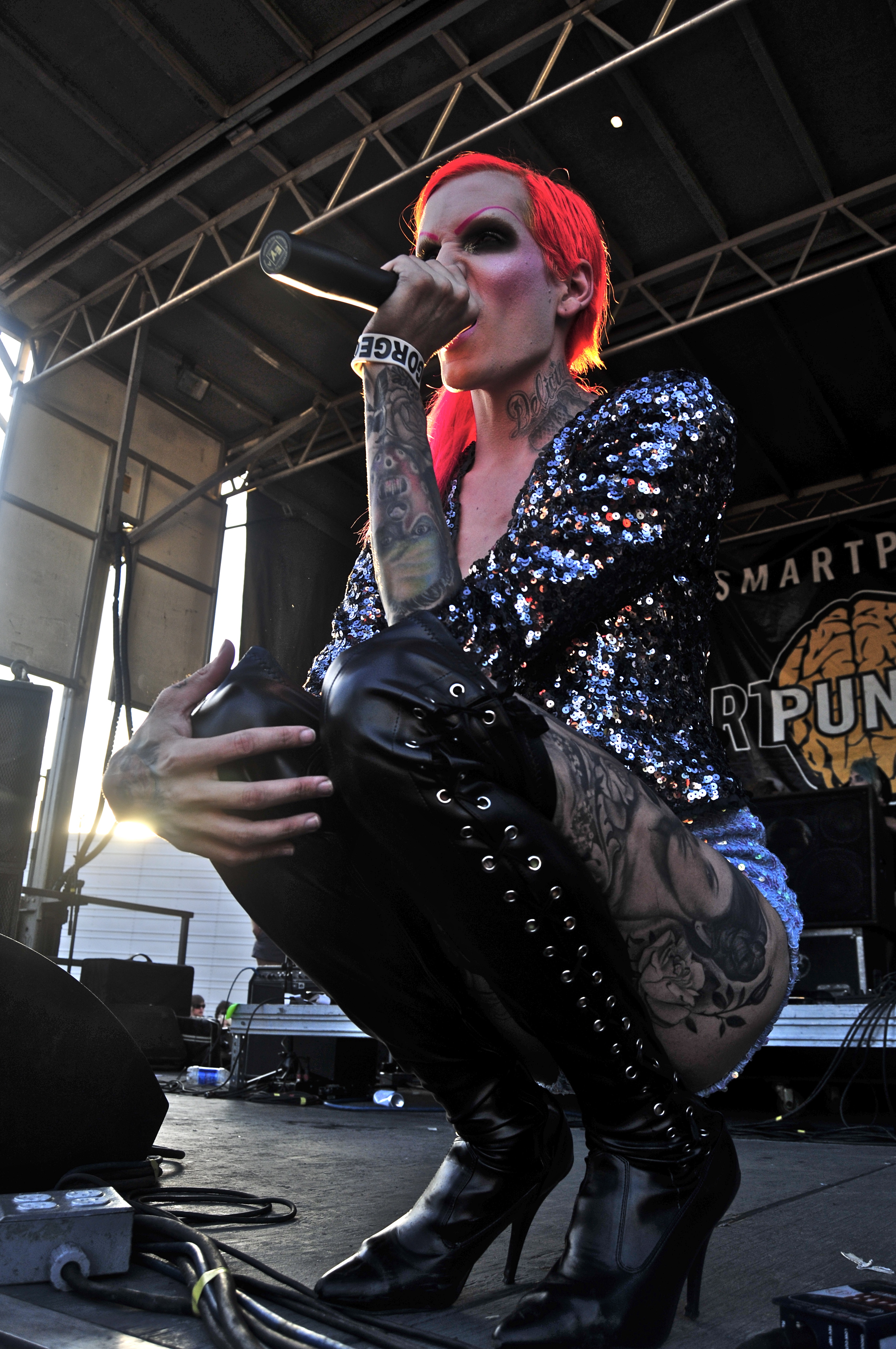
Jeffree Star al Warped Tour

Nel 2011 Jeffree Star annuncia di stare lavorando ad un nuovo progetto musicale, un EP chiamato Virginity. Cominciano ad uscire diverse tracce, alcune rilasciate dallo stesso Jeffree, altre pubblicate illegalmente. Tra quelle pubblicate da Jeffree in persona, c'è Prom Night, il cui video ufficiale, pubblicato sul canale del cantante, esce l'11 maggio 2012. Successivamente, viene creato e ufficializzato il canale VEVO del cantante, e il video viene pubblicato anche lì, il 22 maggio 2012. Successivo a Prom Night, il secondo singolo è Blow Me, il cui Lyric video esce ufficialmente il 16 luglio 2012. Successivamente Star pubblica un'altra traccia, Best Night Ever!, che riscuote discreto successo su internet. Sfortunatamente però il progetto musicale Virginity viene abbandonato a causa di un litigio dello stesso Jeffree Star con il produttore dell'EP, e ad agosto 2012 il cantante su Twitter annuncia di stare lavorando al prossimo EP, intitolato Concealer, la cui uscita è prevista per l'inverno 2012. A questo lavoro, che in realtà non si concretizzerà mai, Jeffree dice di voler fare seguire il suo secondo album in studio. Intanto, nell'estate 2012, Jeffree partecipa al Warped Tour, per poi annunciare su Twitter la sua partecipazione alle tappe invernali del The Scene Is Dead Tour, dei Blood on the Dance Floor. Poiché anche Concealer non viene pubblicato, il 7 settembre, Jeffree Star annuncia su Twitter di star lavorando ad un nuovo EP, dal titolo Mr. Diva, che viene pubblicato il 2 ottobre insieme a tre nuove canzoni, tra cui il singolo omonimo Mr. Diva.
Nel 2013 viene pubblicato online il singolo Love To My Cobain, accompagnato da un video musicale, che sarebbe dovuto essere, come annunciato da Jeffree, il primo singolo dal suo nuovo album. Alcune tracce che, secondo alcune indiscrezioni, sarebbero dovute essere presenti nell'album, sono state pubblicate sul profilo ufficiale SoundCloud di Jeffree, scaricabili gratuitamente. Jeffree Star ha in seguito annunciato che l'album non sarebbe stato più pubblicato.
A settembre 2024, dopo essersi interamente dedicato per dieci anni alla sua linea di cosmetici, annuncia l'uscita di un EP intitolato Lollipop Killer, contenente tre nuovi singoli e le versioni rimasterizzate di Love to My Cobain e Mr. Diva.

### Jeffree Star Cosmetics (2014-presente)
Nel 2014 Jeffree Star crea la sua personale linea di make-up dal nome Jeffree Star Cosmetics, che ottiene subito grande popolarità a livello mondiale. Parallelamente ha iniziato ad utilizzare il suo canale YouTube per condividere make-up tutorial e recensire i prodotti cosmetici sul mercato.

## Controversie
Jeffree Star è stato protagonista di molteplici controversie. Le principali in dettaglio:
- La tatuatrice e creatrice dell'omonimo marchio di make-up, Kat Von D, dopo anni di amicizia con Star, lo accusò di fare uso di droghe, di essere razzista e di praticare bullismo, il che portò i due a vari litigi e problematiche mediatiche.[5]
- Dopo il rilascio della linea di cosmetici di Kylie Jenner, Star ne fece una recensione molto negativa accusandola di non avere un controllo qualità pur essendo una celebrità multi milionaria.
- Star attaccò il creatore del marchio di cosmetici Too Faced (posseduto da Estèe Lauder), Jerrod Blandino, per essersi vantato, in un post su Instagram, di aver portato il tema degli unicorni nel mondo del make-up, aggiungendo anche che "I copioni non sono unicorni". Difatti, Star, pubblicò su Snapchat dei video in cui accusava Blandino di essere una delusione e di essere insicuro. Inoltre rivelò che il primo marchio di make-up a trattare gli unicorni fu Lime Crime e non Too Faced.
- Nel 2019, nella web serie The Beautiful World Of Jeffree Star, creata da Shane Dawson, Star, prendendo le difese della YouTuber NikkieTutorials, attaccò nuovamente Too Faced per aver sottopagato la YouTuber in questione, a seguito del rilascio di una palette[6] in collaborazione tra Nikkie Tutorials e Too Faced.[7]
- Durante lo scandalo innalzato da Tati Wastbrook contro James Charles nel 2019, Jeffree Star attaccò duramente Charles accusandolo di molestare sessualmente ragazzi eterosessuali. Successivamente Charles in un video sul suo canale YouTube ha completamente negato tutte le accuse.
- Star è stato accusato di razzismo,[8] in seguito a delle frasi dette o scritte sul social MySpace in passato. Nel 2020 tramite delle storie su Instagram, Jeffree Star ha affermato di essere cambiato, scusandosi nuovamente per i suoi passati atti discriminatori.

## Vita privata
Jeffree Star ha dichiarato di non considerare sé stesso né come uomo né come donna. Si è definito androgino.
Ha vissuto a Calabasas Park Estates (Calabasas) fino alla fine del 2019, ed attualmente risiede nel Wyoming, con parte del suo staff e sei cani Pomerania.
Star ha avuto una relazione di cinque anni con Nathan Schwandt, terminata ufficialmente nel gennaio 2020.

## Discografia

### Album in studio
- 2009 – Beauty Killer

### EP
- 2007 – Plastic Surgery Slumber Party
- 2008 – Cupcakes Taste Like Violence
- 2012 – Mr. Diva
- 2024 – Lollipop Killer

## Tournée

### Solista
- Jeffree Star Will Steal Your Man Tour (2007–2008)
- I'm So Fierce! Tour (2008)
- I'm Pregnant, Let's Party! Tour (2009)
- 2 DRUNK 2 FUCK Tour (2010)
- Lookin' Hot and Dangerous Tour (2010)
- The Fresh Meat Tour (2010–2011)

### Con i Blood on the Dance Floor
- The Scene is Dead Tour (2012)

### Altri
- True Colors Tour (2007)
- Vans Warped Tour (2012)

### Tour per la linea di makeup
- Extreme Beauty Tour (2014-2015)[11]